# Kostel svatého Vavřince (Kaňk)
Kostel svatého Vavřince v Kaňku je pozdně gotickou stavbou, nacházející se uprostřed hřbitova v centru dříve samostatné obce Kaňk, dnes místní části Kutné Hory. Tento bývalý farní kostel, nyní filiální, tedy dceřiný, kostel svatého Vavřince, jáhna a mučedníka přísluší nyní do římskokatolické farnosti Kutná Hora – Sedlec.

## Historie
Kostel byl vybudován v letech 1489–1506 Matějem Rejskem a Mikulášem z Kutné Hory jako plochostropé dvojlodí s věží a klenutým presbytářem. Roku 1704 byl kostel obnoven a věž opatřecha charakteristickou barokní cibulovou bání. Roku 1873 došlo k neogotické přestavbě, při níž byla zaklenuta loď a to v podobě síňového trojlodí.

### Program záchrany architektonického dědictví
V rámci Programu záchrany architektonického dědictví bylo v letech 1995-2014 na opravu památky čerpáno 1 300 000 Kč.
| rok    | 1999 | 2010 |
| ------ | ---- | ---- |
| částka | 600  | 700  |

## Popis
Ne zcela přesně orientovaný Kostel tvoří polygonálně uzavřené, goticky pomocí žebrové klenby zaklenuté kněžiště, loď, řešenou jako síňové, taktéž klenuté trojlodí a mohutná, osově umístěnou věž s barokní cibulovou bání. Kostel je opatřen lomenými okny s kružbami. K presbytáři přiléhá neogotická sakristie a z druhé strany polygonálně uzavřená kaple.
V interiéru kostela se nalézá dvojice významných, pozdněgotických sochařských památek. Sanktuárium datované rokem 1502 a kamenná, pozdněgotická kazatelna. Jejich autorem byl sochař a stavitel Matěj Rejsek. Sádrové odlitky těchto významných sochařských děl, které byly pro výstavní účely pořízeny na konci 19. století lze zhlédnout v Lapidáriu Národního Muzea v Praze na Výstavišti.

## Galerie

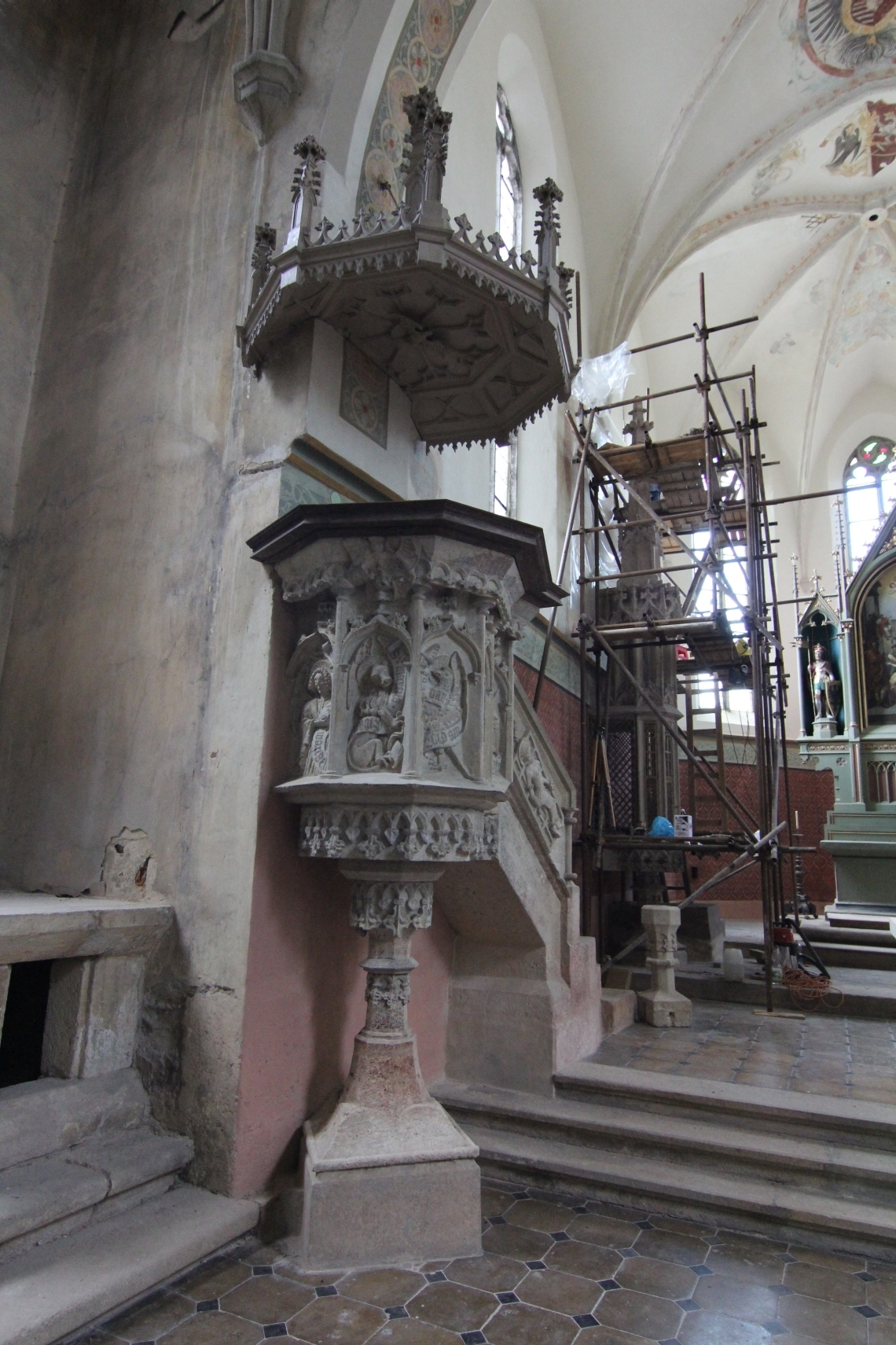
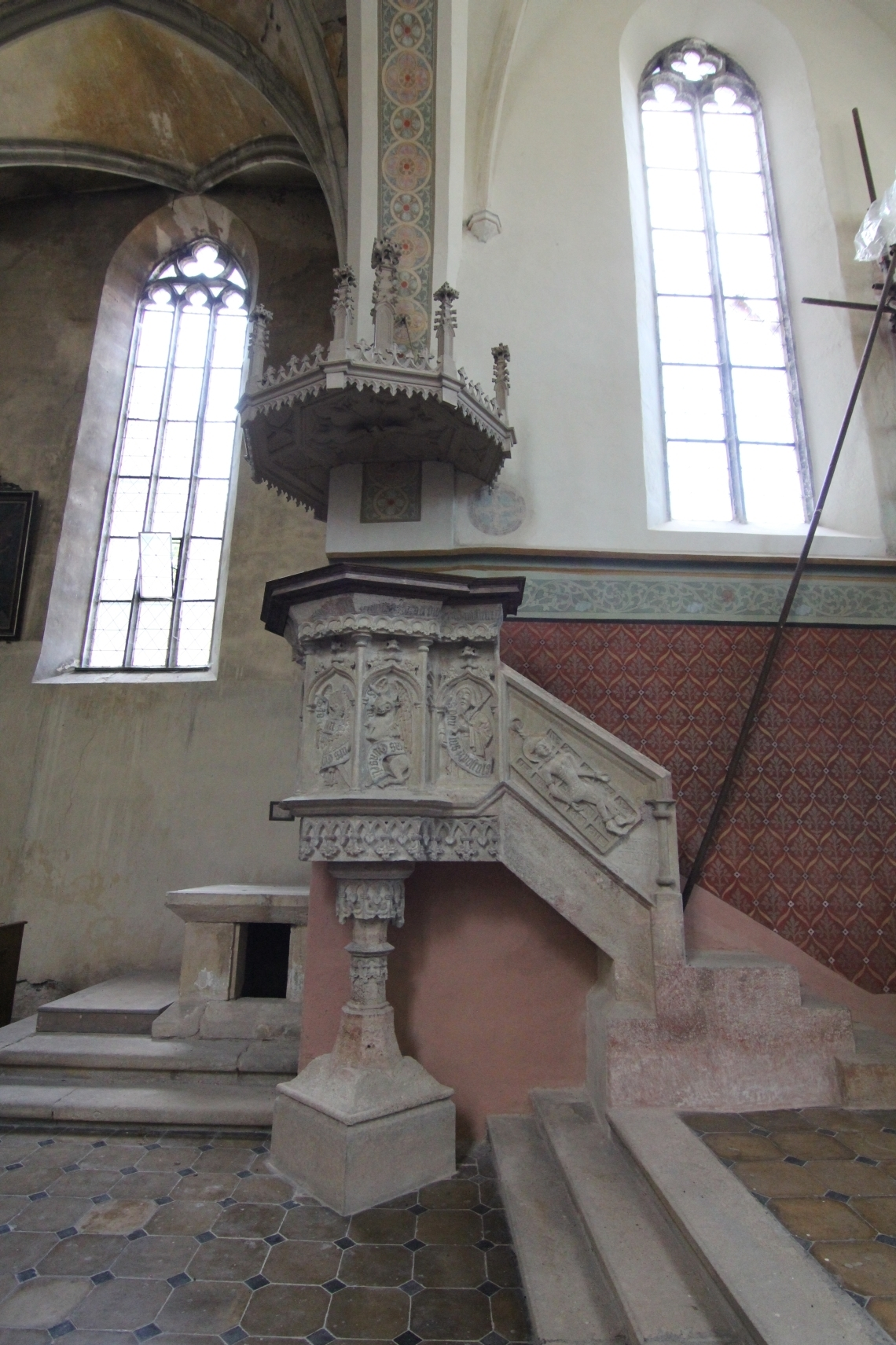
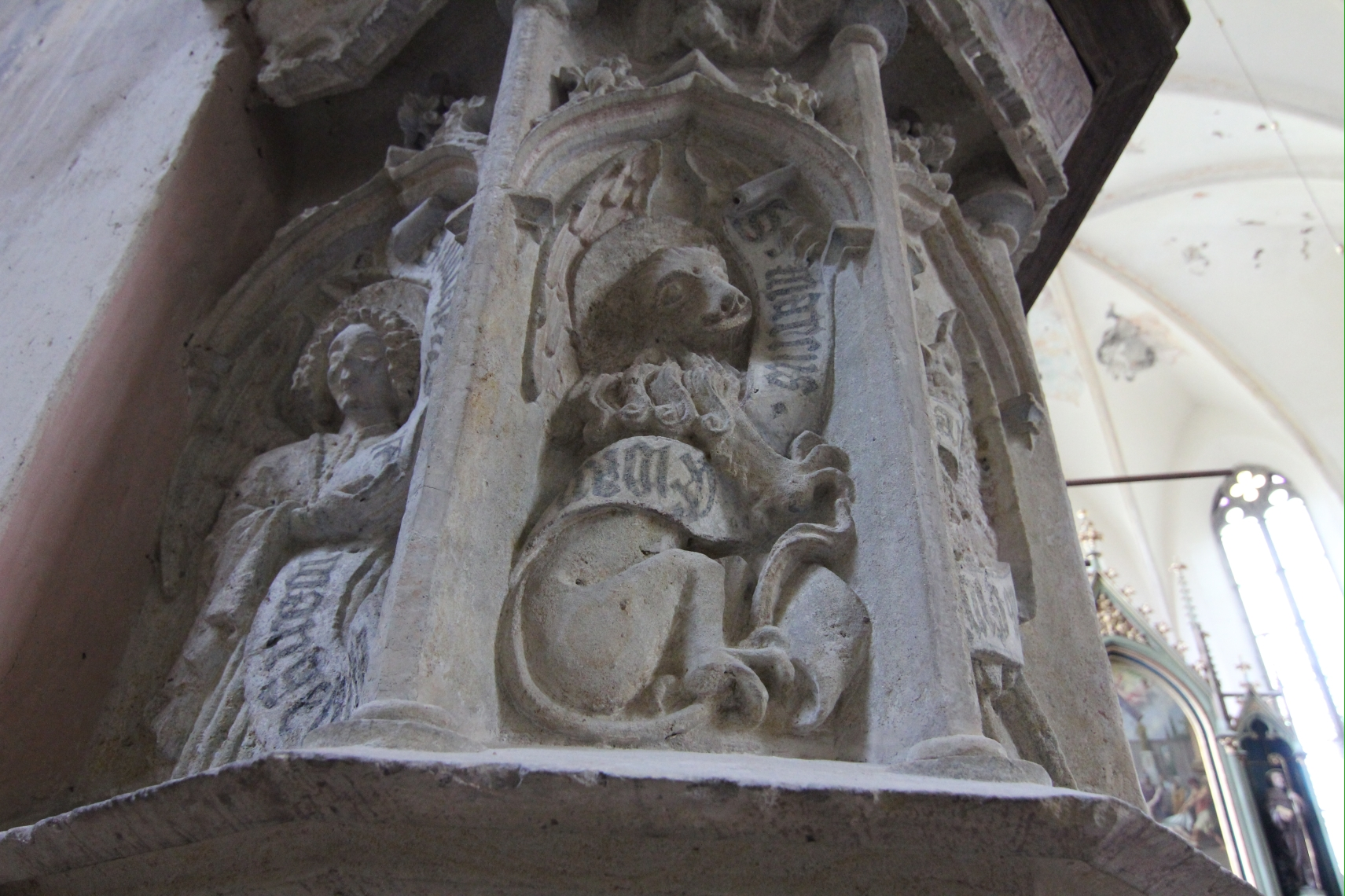
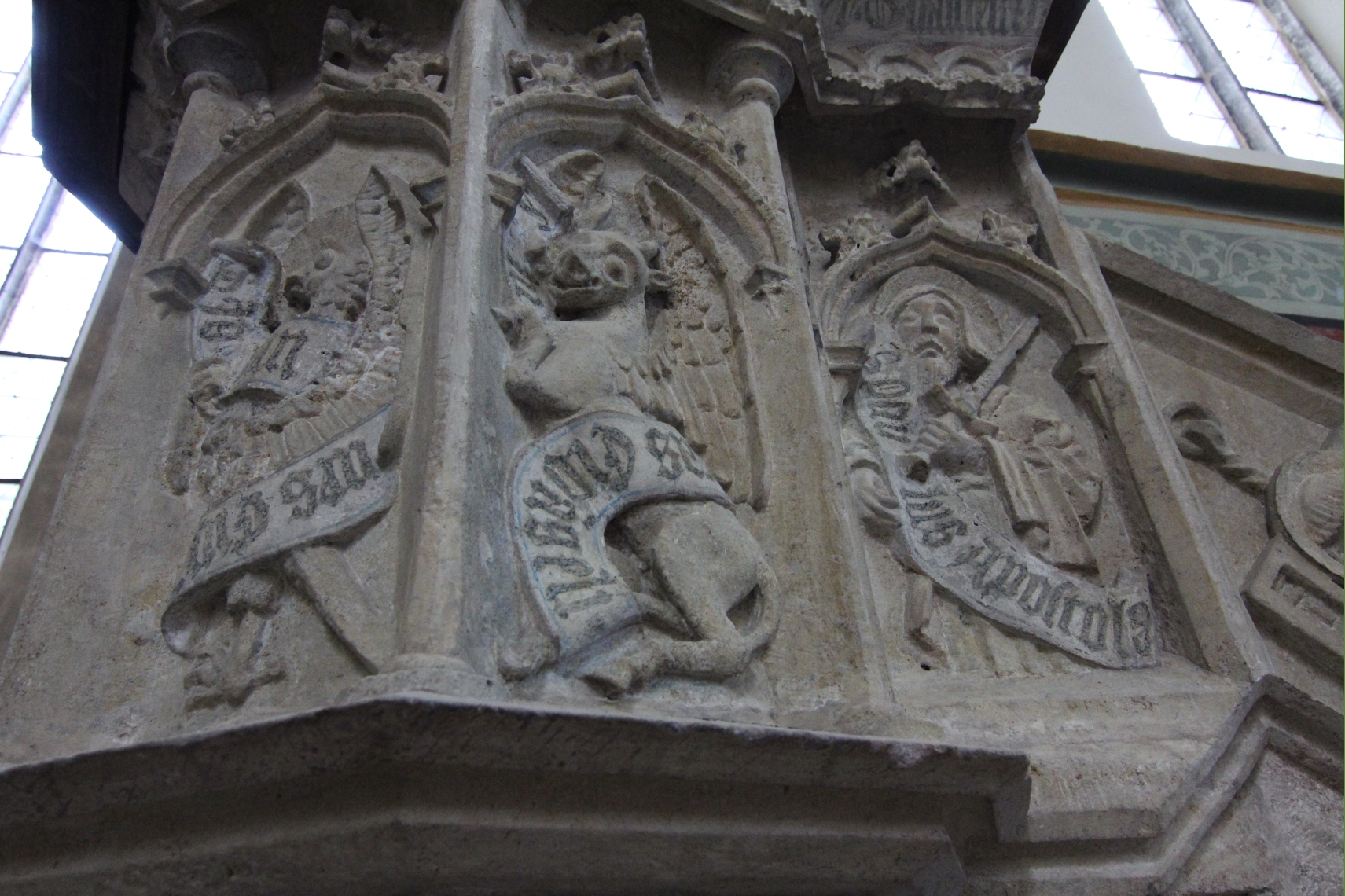
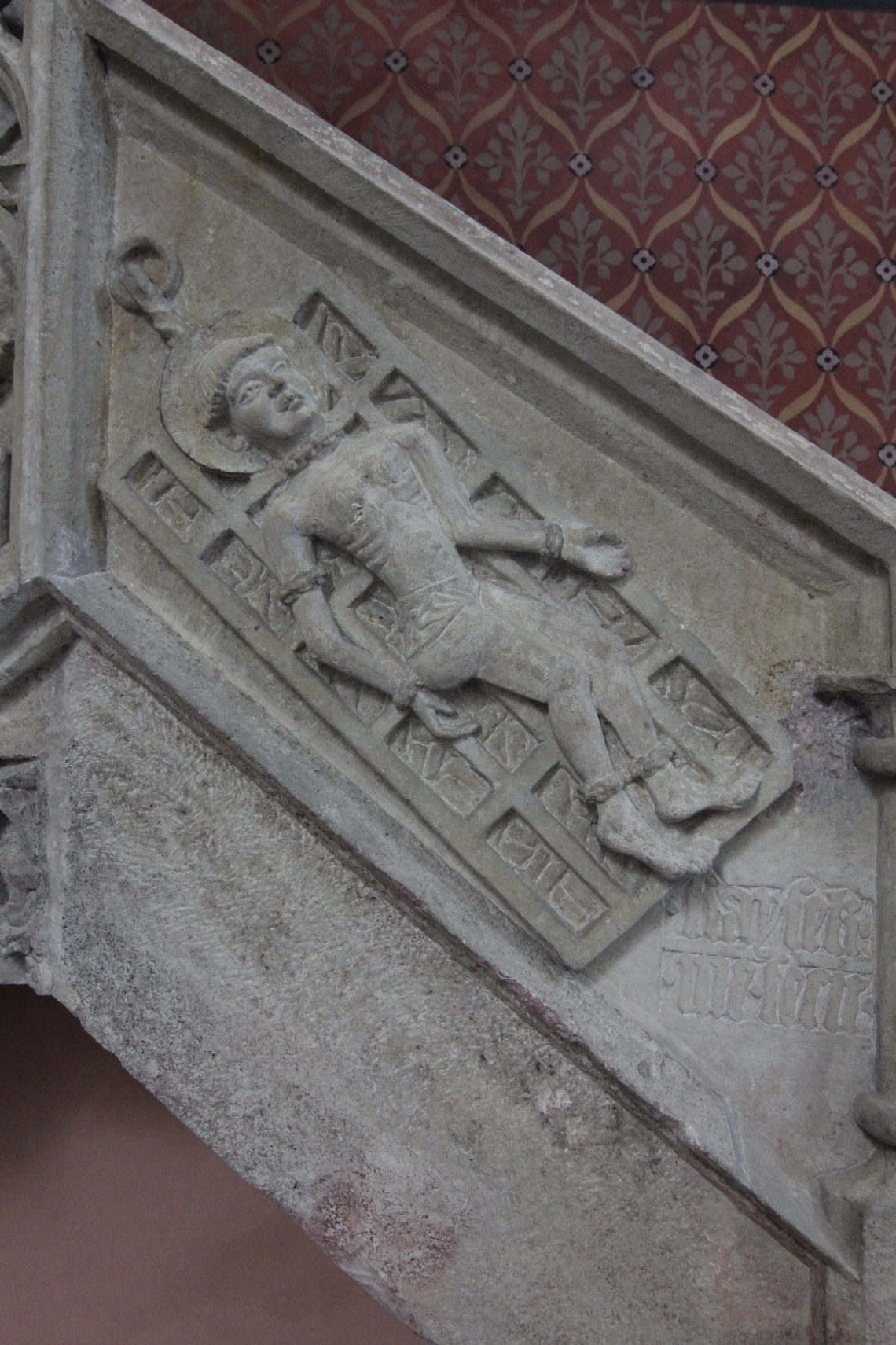